# Staccatissimo

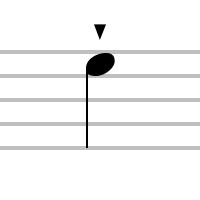
Figura 1. Staccatissimo.

Staccatissimo (en italiano "despegadísimo, destacadísimo") en notación musical es un signo de articulación que indica que la nota se acorta lo más posible respecto de su valor original, siendo separada de la nota que va a continuación por un silencio.

## Representación gráfica

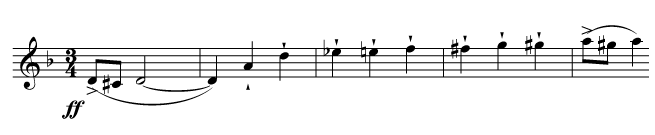
Figura 2. Ejemplos de staccatissimo.

Este signo de articulación puede aparecer representado en las partituras o partichelas de tres maneras diferentes:
1. La palabra «staccatissimo» escrita sobre el pasaje que se tocará conforme a dicha articulación. Esta opción se suele emplear cuando la indicación afecta a un pasaje muy largo o bien a todo un movimiento de una pieza. Unos pocos compositores como Mozart han utilizado los signos en forma de puntos del staccato acompañados por la instrucción por escrito staccatissimo cuando quieren indicar que el pasaje que se debe interpretar staccatissimo.
2. La abreviatura «staccatiss.» escrita encima de la nota o pasaje que se tocará conforme a tal indicación.
3. Una pequeña línea vertical o cuña que generalmente se coloca por encima de la nota si la plica apunta hacia abajo y por debajo si la plica apunta hacia arriba. En el caso de las redondas que carecen de plicas, se actúa como si la tuviesen; de tal forma que el signo se colocará por encima o por debajo de la nota en función de su ubicación en el pentagrama. Por último, cuando las direcciones de las plicas son distintas el signo de articulación se dibuja siempre por encima. La ubicación del signo es en el siguiente espacio de la cabeza de la nota, tanto si la nota se encuentra en una línea como en un espacio del pentagrama.

La representación por encima o por debajo de las notas dependiendo de la dirección de la plica puede verse en este fragmento de la Sinfonía Sinfonía n.º 0 en Re menor de Bruckner (ver Figura 2).

### Evolución de la grafía
En la música del siglo XX, un punto situado por encima o por debajo de una nota indica que se debe tocar staccato y una cuña se utiliza para el más enfático staccatissimo. No obstante, antes de 1850 los puntos, guiones y cuñas eran propensos a tener el mismo significado. Aunque algunos teóricos de principios de 1750 distinguían diferentes grados de staccato mediante el uso de puntos y guiones. Con el guion indicaban una nota más corta y marcada mientras que con el punto una nota más larga y ligera. 
A finales del siglo XIX y principios del siglo XX se empezó a utilizar una serie de signos para discriminar los matices más sutiles del staccato. Estos signos incluyen combinaciones diferentes de puntos, guiones verticales y horizontales, cuñas verticales y horizontales, y otros similares, pero los intentos de estandarizar estos signos en general no tuvieron éxito.
Sin embargo, esto no altera el ritmo de la música y el resto de tiempo asignado para cada nota en staccato se toca como silencio.

## Usos y efectos
El staccatissimo hace referencia a un tipo de articulación en la que las diferentes notas o acordes afectados quedan aún más separados entre sí que en el staccato por unas pausas, que son inexistentes en la notación pero reales en la interpretación musical. Este signo se emplea solamente con figuras de negra o valores más cortos.
Por tanto, esta articulación no afecta a la intensidad del sonido sino a su duración. Se ejecutan tomando una parte de la duración real asignada a cada nota en la notación, que es sustituida por un silencio que acorta el valor del sonido. La idea es que entre la nota afectada y la siguiente se debe generar una pausa, que no afecta al ritmo global ni al volumen del sonido.

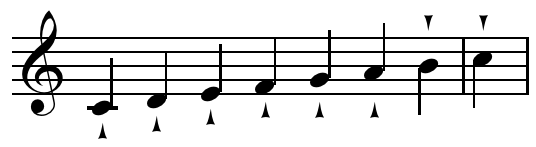
Figura 3. Escala diatónica en do, staccatissimo.

En palabras de Gehrkens este signo de articulación es superfluo y rara vez es empleado en la notación musical actual.